# 데번 아오키
데번 에드웨나 아오키(Devon Edwenna Aoki, 일본어: デヴォン青木, 1982년 8월 10일 - )는 미국의 유명 모델이자 배우이다. DOA에서 카스미 역을 맡았다.

## 약력
뉴욕 시에서 태어나 캘리포니아주에서 자랐고, 고등학교때는 런던에서 지냈다. 고등학교는 아메리칸 스쿨(The American School)에 다녔다. 그녀의 아버지인 록키 아오키는 일본 국가대표 출신 레슬러이자 '베니하나'의 설립자이고, 어머니인 파멜라 힐버거(Pamela Hilburger)는 독일인과 영국인 사이 혼혈인 보석 디자이너였으며 오빠는 스티브 아오키다. 13살부터 모델로 활동했다. 키는 모델 치곤 작은 편이다.

## 출연 작품
- 워 (2007)